# كارولين فريمان
كارولين فريمان (بالإنجليزية: Caroline Freeman)‏ هي مُدرسة نيوزيلندية، ولدت في 1856، وتوفيت في 16 أغسطس 1914 في كرايستشرش في نيوزيلندا.